# 밀톤 로드리게스
밀톤 파비안 로드리게스 수아레스(Milton Fabián Rodríguez Suárez, 1976년 4월 28일 ~ )는 콜롬비아의 전 축구 선수이다. 콜롬비아 칼리에서 태어났다. 2005년 대한민국 FA컵에서 득점왕과 MVP를 차지했다.